# 性命双修
性命双修，内丹学术语，分性功與命功兩種，指“神形兼修”、心身全面修炼。道教内丹学亦可称为“性命学”，即一套“性命双修”为特征的学问。《中和集》、《性命圭旨》、《金丹心法》、《天仙正理》、《仙佛合宗》、《金仙证论》等书都有关于“性命双修”的论述。
不同内丹学流派对“性”、“命”的理解及对两者的关系的认识不尽相同，但大多认为性命、神形相依。元·赵道一《历世真仙体道通鉴》引北宋张伯端：“道家以命宗立教，故详言命而略言性；释氏以性宗立教，故详言性而略言命。”性命双修又有先命后性、先性后命等不同的次第，分别为内丹派南宗和北宗的基本倾向。
《庄子·庚桑楚》一文中，庄子提出：“长乎性，成乎命。”《周易·说卦传》 有“穷理尽性，以至于命”的说法。《性命圭旨》提出：“何谓之性？元始真如，一灵炯炯是也。何谓之命？先天至精，一炁氤氲是也。”

## 参見
- 內丹術

## 外部連結
- 黃鴻文：全真道「先性後命」的內外因 （页面存档备份，存于）